# Città di Liverpool
La città di Liverpool è una Local Government Area che si trova nel Nuovo Galles del Sud. Essa si estende su una superficie di 305,5 chilometri quadrati e ha una popolazione di 180.143 abitanti. La sede del consiglio si trova a Liverpool.
Al suo interno si trova il sobborgo di Cecil Hills.